# Камас (Монтана)
Камас (англ. Camas) — переписна місцевість (CDP) в США, в окрузі Сендерс штату Монтана. Населення — 57 осіб (2020).

## Географія
Камас розташований за координатами 47°37′5″ пн. ш. 114°39′22″ зх. д. / 47.61806° пн. ш. 114.65611° зх. д. (47.617922, -114.655991).  За даними Бюро перепису населення США в 2010 році переписна місцевість мала площу 1,42 км², уся площа — суходіл.

## Демографія
Згідно з переписом 2010 року, у переписній місцевості мешкало 58 осіб у 30 домогосподарствах у складі 15 родин. Густота населення становила 41 особа/км².  Було 40 помешкань (28/км²).
Расовий склад населення:
| - 70,7 % — білих - 22,4 % — корінних американців |

До двох чи більше рас належало 6,9 %. Частка іспаномовних становила 3,4 % від усіх жителів.
За віковим діапазоном населення розподілялося таким чином: 10,3 % — особи молодші 18 років, 56,9 % — особи у віці 18—64 років, 32,8 % — особи у віці 65 років та старші. Медіана віку мешканця становила 61,0 року. На 100 осіб жіночої статі у переписній місцевості припадало 107,1 чоловіків;  на 100 жінок у віці від 18 років та старших — 116,7 чоловіків також старших 18 років.
За межею бідності перебувало 48,6 % осіб, у тому числі 28,6 % дітей у віці до 18 років та 42,9 % осіб у віці 65 років та старших.
Цивільне працевлаштоване населення становило 19 осіб. Основні галузі зайнятості: мистецтво, розваги та відпочинок — 36,8 %, освіта, охорона здоров'я та соціальна допомога — 31,6 %, роздрібна торгівля — 15,8 %, науковці, спеціалісти, менеджери — 15,8 %.